# Jędrzejów (Ostrowiec)
Pour les articles homonymes, voir Jędrzejów (homonymie).
Jędrzejów est une localité polonaise de la gmina de Bodzechów, située dans le powiat d'Ostrowiec en voïvodie de Sainte-Croix.